# برودستروپ
برودستروپ (به لاتین: Brædstrup) یک منطقهٔ مسکونی در دانمارک است که در Horsens Municipality واقع شده‌است. برودستروپ ۲٫۸۴ کیلومتر مربع مساحت و ۳٬۶۳۷ نفر جمعیت دارد.